# 17 cm Kanone 18
17 cm Kanone 18 var en tysk tung fältkanon under andra världskriget. Användes både av självständiga artilleribataljoner och av den fjärde tunga artilleribataljonen som ingick i vissa Waffen-SS divisioner. En bataljon bestod vanligtvis av tre batterier med tre pjäser var.
Pjäsen användes också i flera kustartilleribatterier tillhörande armén som var en del av Atlantvallen.

## Utveckling och konstruktion
Pjäsen hade sitt ursprung i ett antal slagskeppskanoner som lånades in av armén under första världskriget som tunga fältkanoner. Braunschweig-klass och Deutschland-klass var två av den tyska marinens Pre-dreadnought klasser av slagskepp hade sekundär batterier med 17 cm SK L/40 kanoner med den ovanliga kalibern 17 cm, det var denna kanon som marinen lånade ut som visade sig kombinera god räckvidd med rörlighet.
När den tunga haubitsen 21 cm Mörser 18 började tillföras arméns tunga artilleribataljoner 1939 var man nöjd med pjäsens eldkraft men i början av kriget kom man fram till att man behövde en pjäs med betydligt längre räckvidd än 16,7 km. Som ett svar på denna önskan utvecklade Krupp det som skulle bli 17 cm Kanone 18 med ett eldrör med kalibern 172,5 mm och 47 kalibrar långt, detta kom att ge en maximal räckvidd på 29,6 km. Eldröret monterades i samma lavett som 21 cm Mörser 18 med dess nyskapande rekylsystem. Den var bland de första artilleripjäserna som använde ett dubbelt rekylsystem. Eldröret rekylerade som normalt i sin vagga, men dessutom rekylerade överdelen av lavetten som höll eldröret och dess vagga över underdelen av lavetten. Detta system dämpade ut rekylkraften från den stora pjäsen och gjorde den till en väldigt träffsäker pjäs. 
Kanone 18 var en tung pjäs som transporterades i två delar, något som var vanligt för så stora vapen. För transport så drogs eldröret över på en separat trailer med hjälp av ett system av vinschar och ramper. Pjäsen kunde dras som en enhet med hjälp av dragfordon som SdKfz 9 men pjäsens vikt tillsammans med den enda hjulaxeln gav ett väldigt högt axeltryck som ställde höga krav på vägens bärighet och kraftigt begränsade framkomligheten i terräng. Lavetten hade en integrerad eldgivningsplattform som hela lavetten kunde höjas upp på vilken tillät att pjäsen kunde roteras 360°, jämfört med 16° sidriktning som var möjlig med hjulen i marken.

## Produktion
| 1941 | 1942 | 1943 | 1944 | 1945 |
| ---- | ---- | ---- | ---- | ---- |
| 91   | 126  | 78   | 40   | 3    |

## Bevarade exemplar
- US Army Ordnance Museum, USA